# European Challenge Cup 2005-06
La European Rugby Challenge Cup 2005-2006 fue la décima temporada  de la European Rugby Challenge Cup, la segunda competición de rugby union por clubes de los países integrantes del Torneo de las Seis Naciones, y algún que otro participante de otros países.

## Fase de grupos

### Grupo 1
| Team               | PJ | PG | PE | PP | TF | TC | DT  | PF  | PC  | Dif  | BT | BD | Pts |
| ------------------ | -- | -- | -- | -- | -- | -- | --- | --- | --- | ---- | -- | -- | --- |
| Northampton Saints | 6  | 5  | 0  | 1  | 32 | 12 | 20  | 194 | 96  | 98   | 5  | 0  | 25  |
| Narbonne           | 6  | 4  | 0  | 2  | 16 | 11 | 5   | 125 | 113 | 12   | 2  | 0  | 18  |
| Bristol            | 6  | 3  | 0  | 3  | 26 | 21 | 5   | 203 | 150 | 53   | 3  | 1  | 16  |
| Viadana            | 6  | 0  | 0  | 6  | 9  | 39 | -30 | 81  | 244 | -163 | 0  | 1  | 1   |

### Grupo 2
| Team           | PJ | PG | PE | PP | TF | TC | DT  | PF  | PC  | Dif  | BT | BD | Pts |
| -------------- | -- | -- | -- | -- | -- | -- | --- | --- | --- | ---- | -- | -- | --- |
| London Irish   | 6  | 6  | 0  | 0  | 32 | 11 | 21  | 239 | 81  | 158  | 3  | 0  | 27  |
| Agen           | 6  | 3  | 0  | 3  | 23 | 15 | 8   | 163 | 143 | 20   | 3  | 0  | 14  |
| Pau            | 6  | 2  | 0  | 4  | 12 | 19 | -7  | 107 | 153 | -46  | 2  | 1  | 11  |
| Overmach Parma | 6  | 1  | 0  | 5  | 8  | 30 | -22 | 74  | 206 | -132 | 0  | 0  | 4   |

### Grupo 3
| Team       | PJ | PG | PE | PP | TF | TC | DT  | PF  | PC  | Dif  | BT | BD | Pts |
| ---------- | -- | -- | -- | -- | -- | -- | --- | --- | --- | ---- | -- | -- | --- |
| Gloucester | 6  | 6  | 0  | 0  | 49 | 6  | 43  | 331 | 53  | 278  | 5  | 0  | 29  |
| Bayonne    | 6  | 4  | 0  | 2  | 31 | 11 | 20  | 202 | 93  | 109  | 4  | 0  | 20  |
| Bucureşti  | 6  | 1  | 0  | 5  | 7  | 40 | -33 | 71  | 253 | -182 | 0  | 1  | 5   |
| Toulon     | 6  | 1  | 0  | 5  | 9  | 39 | -30 | 64  | 269 | -205 | 0  | 1  | 5   |

### Grupo 4
| Team              | PJ | PG | PE | PP | TF | TC | DT  | PF  | PC  | Dif  | BT | BD | Pts |
| ----------------- | -- | -- | -- | -- | -- | -- | --- | --- | --- | ---- | -- | -- | --- |
| Newcastle Falcons | 6  | 6  | 0  | 0  | 44 | 10 | 34  | 324 | 81  | 243  | 4  | 0  | 28  |
| Brive             | 6  | 3  | 0  | 3  | 30 | 19 | 11  | 203 | 169 | 34   | 4  | 2  | 18  |
| Borders           | 6  | 3  | 0  | 3  | 19 | 23 | -4  | 155 | 177 | -22  | 2  | 1  | 15  |
| L'Aquila          | 6  | 0  | 0  | 6  | 14 | 55 | -41 | 103 | 358 | -255 | 0  | 1  | 1   |

### Grupo 5
| Team               | PJ | PG | PE | PP | TF | TC | DT  | PF  | PC  | Dif  | BT | BD | Pts |
| ------------------ | -- | -- | -- | -- | -- | -- | --- | --- | --- | ---- | -- | -- | --- |
| Worcester Warriors | 6  | 5  | 0  | 1  | 24 | 12 | 12  | 181 | 103 | 78   | 3  | 1  | 25  |
| Connacht           | 6  | 4  | 0  | 2  | 25 | 14 | 11  | 190 | 119 | 71   | 3  | 1  | 20  |
| Catania            | 6  | 2  | 0  | 4  | 15 | 41 | -26 | 116 | 257 | -141 | 1  | 1  | 8   |
| Montpellier        | 6  | 1  | 0  | 5  | 26 | 23 | 3   | 170 | 178 | -8   | 2  | 2  | 7   |

## Fase final

### Cuartos de final
| 31 de marzo | Newcastle Falcons | 23 - 3 | Connacht |  |  |

| 1 de abril | Gloucester Rugby | 46 - 13 | CA Brive |  |  |

| 1 de abril | Worcester Warriors | 34 - 25 | Northampton Saints |  |  |

| 2 de abril | London Irish | 48 - 5 | Aviron Bayonnais |  |  |

### Semifinales
| 22 de abril | Gloucester Rugby | 31 - 23 | Worcester Warriors |  |  |

| 23 de abril | Newcastle Falcons | 22 - 27 | London Irish |  |  |

### Final
| 21 de mayo | Gloucester Rugby | 36 - 34 | London Irish | Twickenham Stoop,               |  |
|            |                  |         |              | Asistencia: 12.053 espectadores |  |

| Bandera de Inglaterra    |
| Campeón Gloucester Rugby |
| Primer título            |